# 田中美保 (モデル)
田中 美保（たなか みほ、1983年1月12日 - ）は、日本のモデル、タレント、女優。東京都出身。2010年3月31日までオフィスパレットに所属。現在はABP inc.所属。夫は元サッカー日本代表の稲本潤一。

## 人物

### 経歴
現在の西東京市に生まれる。兄が一人いる。東京都立東村山高等学校卒業。
小学4年生のとき、東京都郊外の駅のホームで、芸能事務所「オフィスパレット」の社長である北條博子にスカウトされて芸能界入り。クイズ番組の回答者やグラビアなどの仕事をする。その後1996年にモデルに転向。『プチセブン』（小学館）にファッションモデルとして登場。
1998年夏、『セブンティーン』（集英社）に登場。その後『non-no』（集英社）『mina』（夕星社）などの女子大生・20代OL向けファッションモデルとして登場。様々な雑誌にモデルとして掲載されたが、意外にも専属モデルの経験はない。
2010年4月、3月末をもって17年間所属したオフィスパレットからABP inc.に移籍したことを公式サイトで発表した。同時に5月末での公式サイト閉鎖も告知した。
2012年12月15日、自身のブログで12月13日に元サッカー日本代表の稲本潤一と入籍したことを報告した。
2015年3月、夫のコンサドーレ札幌移籍に伴って札幌市に移り、およそ4年間にわたって在住。札幌テレビ放送のローカル情報番組『どさんこワイド179』にレギュラー出演した。
2019年7月25日、第1子出産を報告。
2021年6月23日、第2子出産を報告。

### 交友関係
- 浅見れいな - Seventeen時代の同僚。同じ西東京市出身という共通点もあってか、今でも交流が深い[7]。
- 長澤奈央 - 1歳下だがプライベートでも大の仲良しで、長澤曰く「太陽のような存在」だという[8]。夫が元サッカー日本代表という共通点もある。
- 美優 - Seventeen→non-no時代の同僚。4つ下で田中の後輩に当たるが、プライベートでも温泉に行く程の仲である[9]。

## 主な出演作品

### テレビドラマ
- ア・オ・ゾ・ラ・マ・ー・ジ・ャ・ン（1999年5月 - 6月、日本テレビ Shin-D）- 水川朝美 役
- ナツのツボミ（2000年5月 - 6月、日本テレビ Shin-D）
- 獅子女（2001年4月 - 5月、日本テレビ Shin-D）
- 恋愛裁判（2001年11月、日本テレビ）
- 0号室の客（2009年10月23日 - 11月13日、フジテレビ）
- バーテンダー 第4話（2011年2月25日、テレビ朝日） - 南原亜希 役
- 華和家の四姉妹（2011年7月 - 9月、TBS） - 堀内佳奈 役
- ほんとにあった怖い話 夏の特別編2011「怒りのルビー」（2011年9月3日、フジテレビ） - 水島紗季 役
- RUN60 第7話 - 第9話（2012年5月30日 - 6月13日、毎日放送） - 川中陽子 役
- 恋愛検定 第1話（2012年6月3日、BSプレミアム） - 夏井美優 役
- 私たちがプロポーズされないのには、101の理由があってだな 第13話（2015年2月3日、LaLa TV） - 典子 役

### バラエティ番組
- 踊る!さんま御殿!!（2001年、日本テレビ）
- 本能のハイキック!（2002年、フジテレビ）
- 恋するハニカミ!（2005年・2006年・2008年、TBS）
- ウチスタcollection（2006年、フジテレビ）
- 週末のシンデレラ 世界!弾丸トラベラー（2008年 - 2011年、日本テレビ）
- 歌川広重　東海道五十三次は盗作だった!?（2009年1月2日、テレビ東京）
- 最先端お助けバラエティー 電脳タカトシ研究所（2009年12月29日、日本テレビ）
- 森田一義アワー 笑っていいとも!（フジテレビ）
  - 2010年7月12日「芸術は偉大だ!あ〜と驚く美術館」 - コーナーゲスト[10]
  - 2013年10月8日「夢の炊き込みご飯 夢炊き屋」 - きのこと乳酸菌飲料の炊き込みご飯で澤部佑（ハライチ）に勝利[11]
- SMAP×SMAP（2010年7月12日、フジテレビ）
- しあわせ!未来製作所~グリーンリーダーズの挑戦（2010年7月18日、毎日放送）
- non-no TV（2010年10月2日 - 、BS-TBS）
- シルシルミシル（2011年6月15日、テレビ朝日） - ゲスト
- ぐるぐるナインティナイン（2011年8月4日、日本テレビ） - 釣り企画ゲスト
- 地球の最先端をスクープ!SCOOPER（2011年9月2日、日本テレビ）
- ロンドンハーツ（2011年11月8日、テレビ朝日） - ゲスト出演
- ヒルナンデス!（2013年5月3日・17日・11月15日、日本テレビ） - 「3色ショッピング」コーナーゲスト
- めちゃ×2イケてるッ!（2013年6月15日、フジテレビ） - 企画ゲスト
- 空旅をあなたへ-PREMIUM SKY-（2013年10月4日 - 11月29日、フジテレビ） - 旅人
- MOREはっぴーTV（2014年10月16日 - 2015年3月26日、BS-TBS）
- どさんこワイド179（2015年4月1日 - 2018年、札幌テレビ放送）
- ラヴィット!（2021年10月19日、TBS）
- 発見!タカトシランド（北海道文化放送）
  - 2024年4月5日 - 平岸・中の島エリアでお宝店を大発見! SP
  - 2024年4月12日 - 天神山エリアでお宝店を大発見! SP
- ララLIFE（2024年8月2日、TBS） - 浴衣で街に出かけよう[12]

### CS
- MUSIC ON! TV『ナンバーワンTV』（2006年） - 木曜日パーソナリティ
- MUSIC ON! TV『夢ヶ丘レジデンス（ユメレジ）』（2006年） - 水曜日パーソナリティ
- フジテレビ721・739『モテカワcollection』（2006年）

### 映画
- ONE PIECE FILM Z（2012年） - ホーミー 役（声の出演）

### ラジオ
- RE-FLEX VOX（OH! MY RADIO内）（2006年、J-WAVE） - 伊藤由奈と共演
- 田中美保のHEART SQUALL（2008年 - 2009年、エフエム群馬）
- McDonald’s HAPPINESS×happiness（2014年 - 2015年、TOKYO FM）
- WELLNET presents 旅めし（2019年、TOKYO FM）

### CM
- サンリオ「ハローキティ」
- 松下電器産業・企業CM
- 花王「メンズビオレ」（2001年 - 2002年）
- 集英社「non-no」
- 第一興商「メロDAM」（2003年 - 2004年）
- ロッテ「ピュアホワイトガム」（2004年）
- ミツカン「su.no.mo」（2004年 - 2005年）
- 花王「プリティア ハッピーファンタジーカラー」（2005年）
- 城南予備校
- 日立製作所「キメクル」
- au Shopping Mall「絵文字メール」（2006年）
- アイシティ（2007年）
- マツダ「デミオ」（2007年）
- デサント「A-SEVEN」（2007年 - 2008年）
- ライトオン（2008年 - 2009年）
- エスエス製薬「ハイチオールB」（2009年 - ）
- サーモス「ポケットマグ、ケータイマグ」（2009年 - 2010年）
- 森永乳業「クラフト フィラデルフィアクリームチーズ」（2009年 - ）

### 雑誌
過去の登場誌
- 『プチセブン』（1996年）
- 『セブンティーン』
- 『non-no』（2000年に初登場。2012年5月号で卒業） - レギュラー

現在の登場誌
- 『mina（ミーナ）』
- 『Soup.（スープ）』
- 『MORE』
- 『mini（ミニ）』

### 舞台
- 『夜は短し歩けよ乙女』（2009年） - 主演・黒髪の乙女 役

### 携帯電話配信ドラマ
- 神児遊助のげんきのでる恋（2009年、BeeTV）
- FLOWER SHOP DIARY 全4話（2009年11月、レコチョク・music.jp・dwango.jp、ユニバーサルJFilm） - 主演・友美 役
- 電撃婚 ～perfume of love～（2010年8月 - 11月、BeeTV） - 岩田愛子 役

### PV
- speena vs 小西康陽「マテリアル・ガール」（2005年）
- 徳永英明「春の雪」（2011年）

## 書籍

### 写真集
- HAPPY! 田中美保 SEVENTEEN VISUAL BOOK（2002年7月15日、集英社、編集：SEVENTEEN編集部）ISBN 978-4087803594
- Gradation―PHOTO&MESSAGE BOOK（2006年1月、青山出版社）ISBN 978-4899980629
- Photo Letter（2008年3月14日、スタイライフ、撮影：ND CHOW）ISBN 978-4990391805
- Miho（2011年6月27日、集英社）ISBN 978-4087806014

### DVD
- MIHO COLLECTION「LUCKY」（2005年、エイベックス）